# Ursula Finger
Ursula „Ursel“ Finger (* 5. Juli 1929 in Ottweiler; † 22. Februar 2015 in Kalifornien, Vereinigte Staaten) war eine deutsche Leichtathletin, die für das Saarland antrat.

## Leben und Karriere
Die Sportlerin vom ATSV Saarbrücken nahm 1952 mit der Mannschaft des Saarlands an den Olympischen Spielen in Helsinki teil. Im Weitsprung konnte sie sich mit 5,27 Meter nicht für das Finale qualifizieren. Mit der 4-mal-100-Meter-Staffel in der Besetzung Inge Glashörster, Inge Eckel, Hilda Antes und Ursula Finger stellte sie in 49,0 Sekunden als Fünfte ihres Vorlaufes einen neuen Landesrekord auf.
Zwei Jahre später trat Ursula Finger auch bei den Europameisterschaften 1954 in Bern für das Saarland an. Mit 5,24 Meter schied sie als 18. des Vorkampfs aus. Die Staffel in der Besetzung Inge Eckel, Helga Hoffmann, Trude Schaller und Ursula Finger schied in 48,3 Sekunden aus.
Bei den Saarländische Meisterschaften konnte sie 14 nationale Meistertitel gewinnen.

## Bestleistungen
- 100-Meter-Lauf: 12,4 Sekunden 1956
- 200-Meter-Lauf: 25,9 Sekunden 1955
- Weitsprung: 5,60 Meter 1952